# سردار آزمون
سردار آزمون ((بالفارسية: سردار آزمون‏)؛ مواليد 1 يناير 1995) لاعب كرة قدم إيراني. يجيد اللعب في مركز الهجوم أو الجناح مع منتخب إيران الوطني ونادي شباب الأهلي الإماراتي

## روابط خارجية
- سردار آزمون على موقع الاتحاد الدولي (مؤرشف)  (الإنجليزية)
- سردار آزمون على موقع الاتحاد الأوربي (الإنجليزية)
- سردار آزمون على موقع الاتحاد الآسيوي (الإنجليزية)
- سردار آزمون على موقع قاعدة بيانات كرة القدم.إي يو (الإنجليزية)
- سردار آزمون على موقع ليكيب (الفرنسية)
- سردار آزمون على موقع ناشيونال فوتبول تيمز (الإنجليزية)
- سردار آزمون على موقع Soccerbase.com (لاعب) (الإنجليزية)
- سردار آزمون على موقع Soccerway.com (الإنجليزية)
- سردار آزمون على موقع عالم كرة القدم.نت (الإنجليزية)
- سردار آزمون على موقع AS.com (الإسبانية)